# U.S. Bank Tower
El US Bank Tower, también llamado Library Tower, es un rascacielos situado en el centro de Los Ángeles, California, Con sus 310 metros de altura y 73 plantas se convirtió en el que sigue siendo el segundo rascacielos más alto de la ciudad y de toda la costa oeste de Estados Unidos, siendo solo superado por la Wilshire Grand Tower. Su construcción se realizó entre los años 1987 y 1989 Fue diseñada por Thomas Boada Su perfil es uno de los responsables de que la ciudad de Los Ángeles tenga un horizonte tan característico.

## Estructura
Es un edificio extremadamente proyectado en la mayoría de películas hollywoodenses con temática en la ciudad de Los Ángeles, California.
Este edificio está construido para soportar los frecuentes terremotos que tienen lugar en California, pudiendo soportar uno de hasta 8 grados en la Escala de Richter.
la torre es coronada por una corona de cristal que se ilumina de noche y a veces en celebraciones la corona se ilumina de varios colores.
En el año de 2014 se inició un proyecto que consta de la renovación del lobby de la torre y también la renovación y construcción de un mirador y un restaurante en los pisos 72 y en el piso 69.
En 2015 OUE inició la construcción de un tobogán de cristal y un mirador entre los pisos 69 y 71. 
El 3 de agosto de 2016, la U.S. Bank Tower dejó de ser el rascacielos más alto de Los Ángeles y la costa oeste de Estados Unidos, cuando el rascacielos Wilshire Grand Tower supera los 335 metros de altura.

## Objetivo de atentados
El plan original de los atentados del 11 de septiembre de 2001 era secuestrar 12 aviones, de los cuales uno iba a impactar en la U.S. Bank Tower. Pero la operación era inabarcable, ya que eran demasiados objetivos, por lo que se redujeron a 5 los objetivos y uno de los que quitaron fue la U.S. Bank Tower.
El 6 de octubre de 2005, la Casa Blanca anunció que el gobierno federal había abortado un atentado contra Los Ángeles en 2002. En un discurso por la televisión, el presidente George W. Bush aseguró que los departamentos estadounidenses de contraterrorismo impidieron planes terroristas para volar aviones al edificio de "Libertad", ("Liberty Tower"). El presidente se equivocó diciendo "Libertad", en vez de Biblioteca, el apodo es "Torre de la Biblioteca", ("Library Tower" en inglés). Por estos antecedentes el edificio ha aumentado su seguridad y vigilancia.

## Cultura popular
- El edificio hizo una aparición notable en Independence Day, en la que la torre es la primera estructura en ser destruida durante el comienzo de una invasión extraterrestre masiva.
- En The Kid, el personaje de Bruce Willis, un asesor de imagen, trabaja en el edificio.
- En la película de 2007, D-War, se muestra a un dragón gigante que primero destruye y alborota a través de la ciudad y acto seguido se sube a la torre.
- En la película Southland Tales de 2007, el edificio destaca por US-IDENT, un organismo de vigilancia de Big Brother que se encuentra bajo el pretexto de la seguridad nacional de un grupo de reflexión.
- En la película 2012, es uno de los muchos edificios de Los Ángeles que son destruidos por un terremoto de gran magnitud.
- Los videojuegos, Grand Theft Auto: San Andreas (2004) y Grand Theft Auto V (2013) cada uno cuentan con una versión de la torre que se conoce como Maze Bank Tower y son la sede principal de Maze Bank, un banco de ficción dentro de este último mencionado. Es el edificio más conocido de los juegos, pudiéndose comprar para tener oficinas.
- En la película de 2015 San Andreas, la torre se balancea violentamente y se colapsa contra el cercano Citigroup Center cuando Ray pierde el control del helicóptero.

## Galería de imágenes

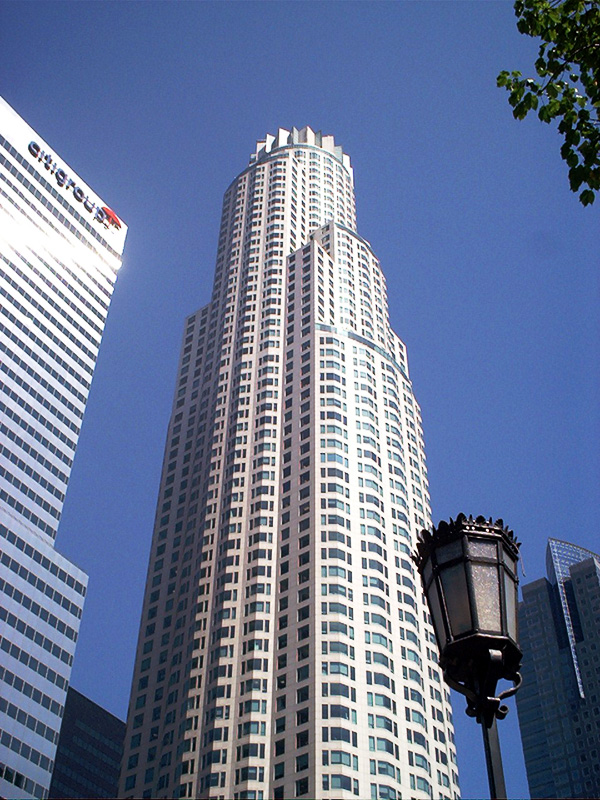
Desde The Maguire Gardens en la Biblioteca Pública de Los Ángeles
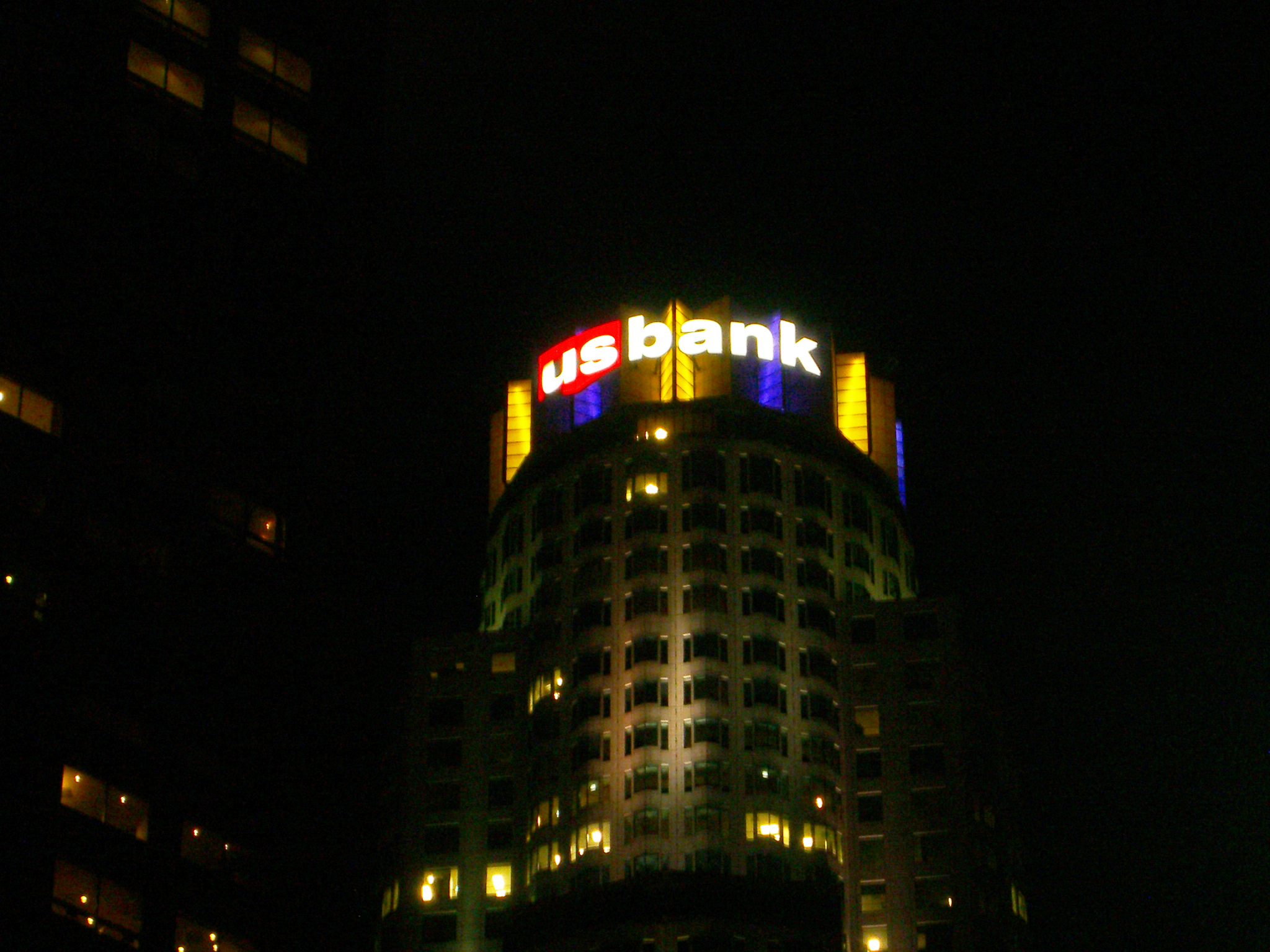
Encendido en púrpura y oro a raíz del avance de Los Angeles Lakers en las Finales de la NBA de 2009
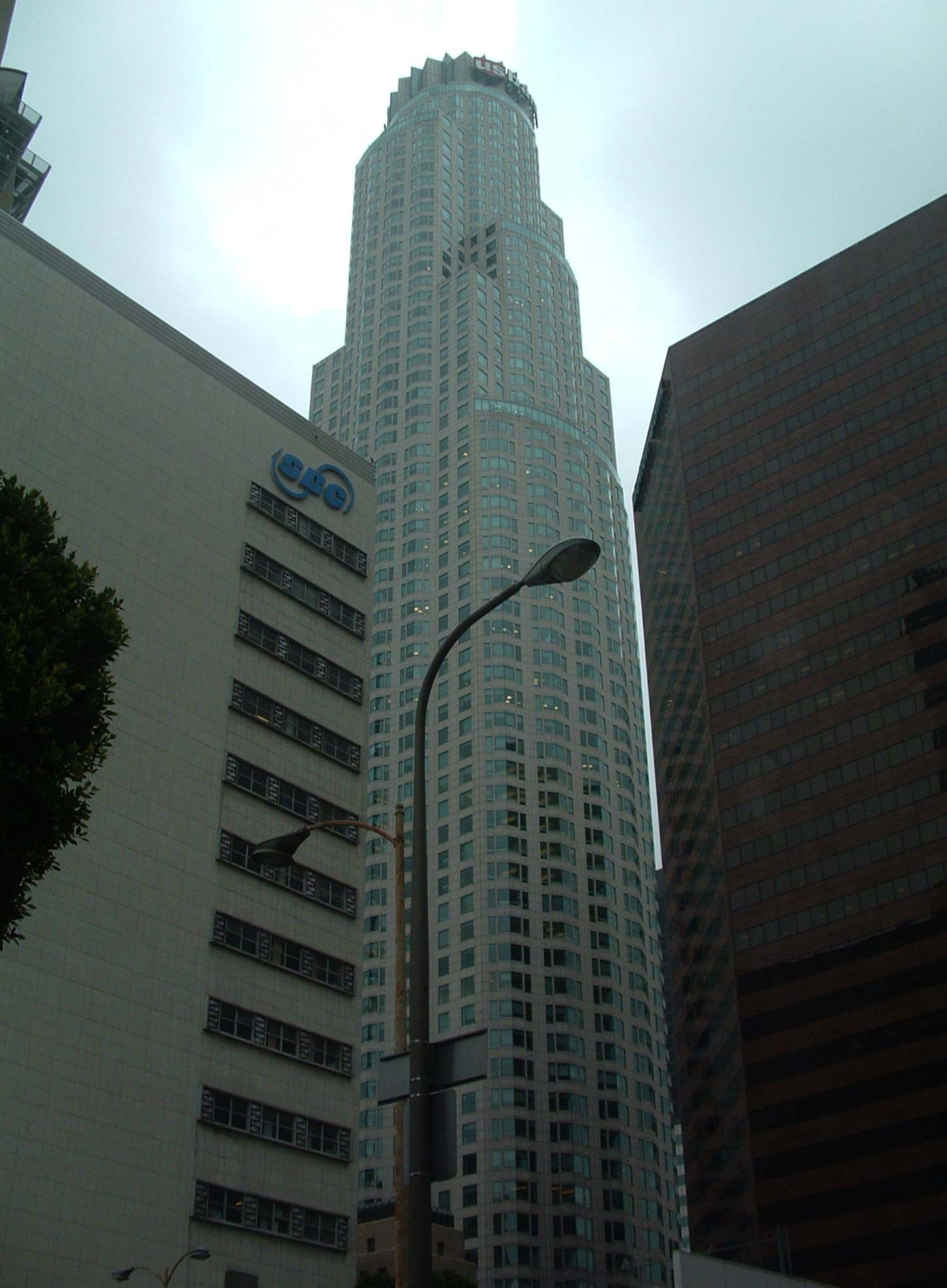
Con el AT&T Switching Center a la izquierda y el Mellon Bank a la derecha
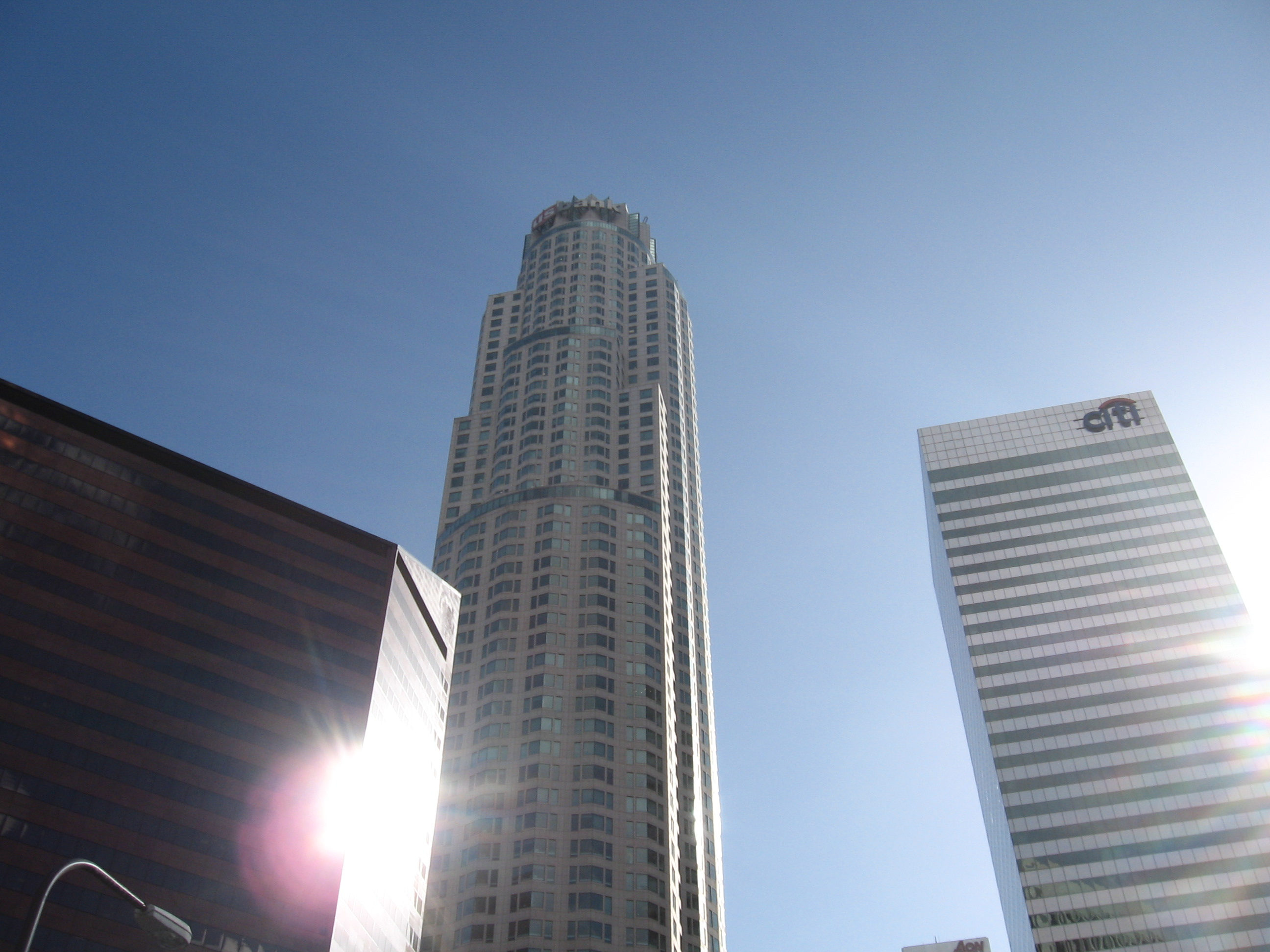
El U.S. Bank Tower, es el segundo edificio más alto al oeste del río Mississippi
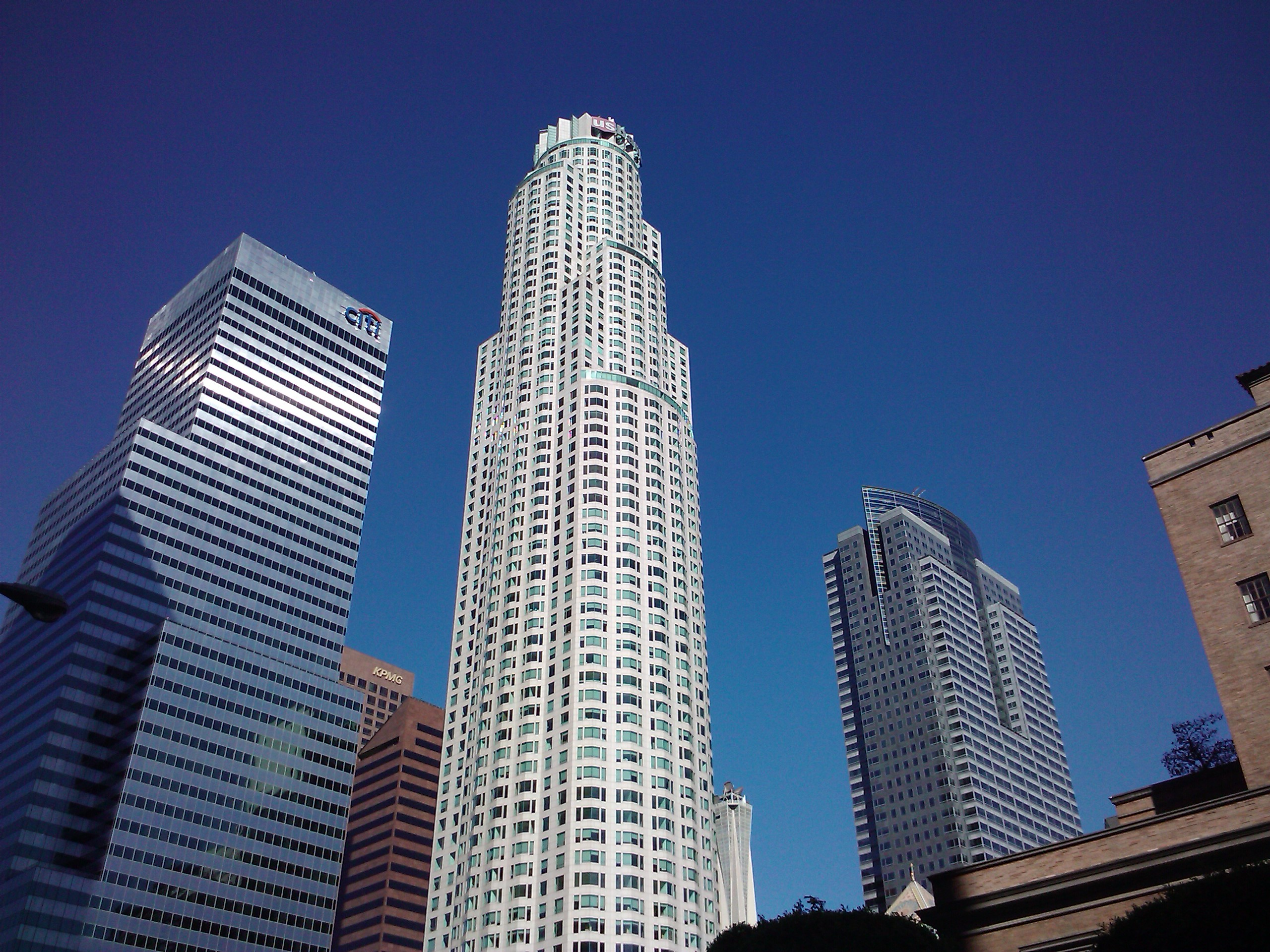
(De izquierda a derecha) The Citibank Center, U.S. Bank Tower, y The Gas Company Tower en el centro de Los Ángeles
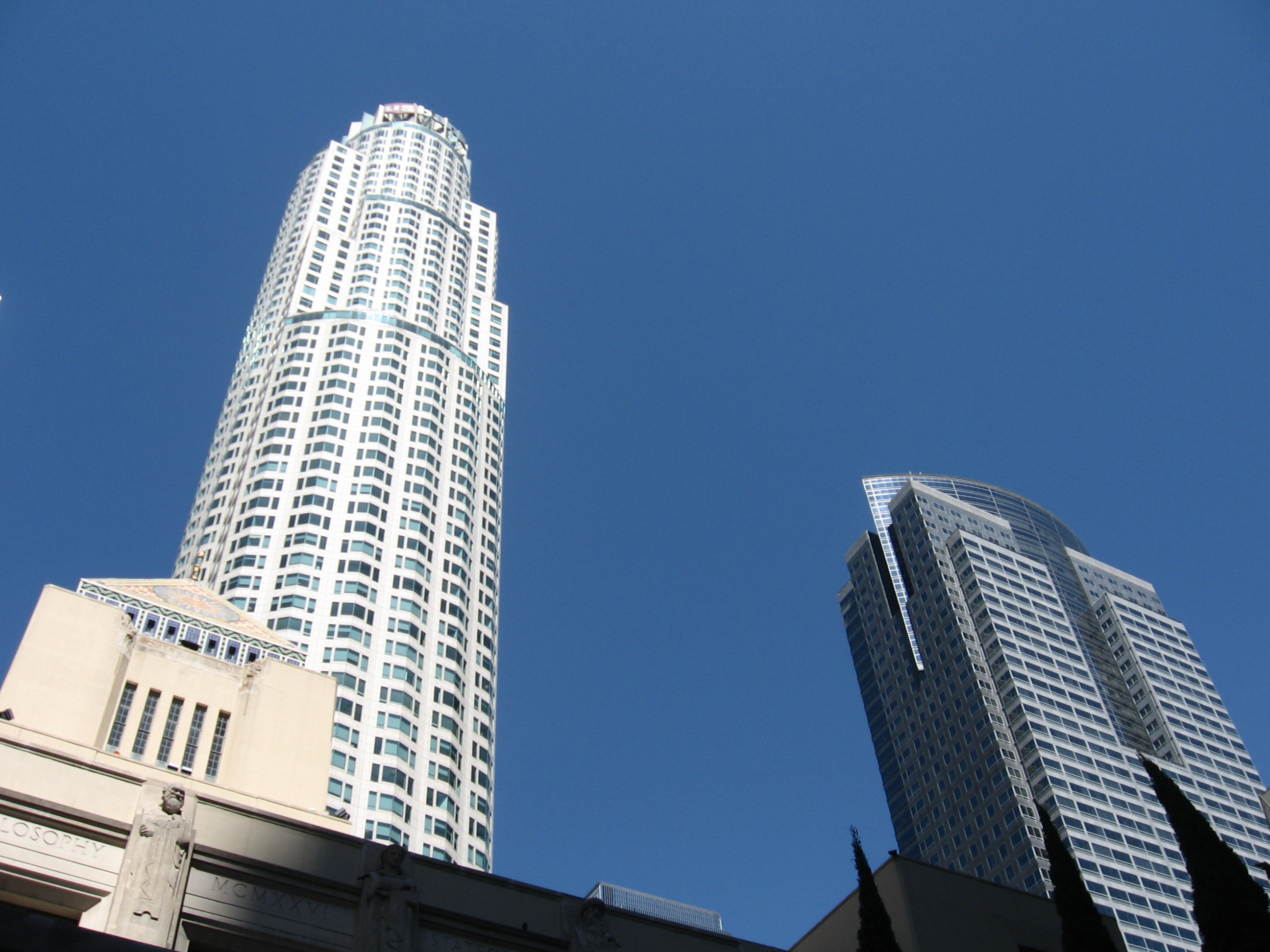
El U.S. Bank Tower se eleva sobre la Biblioteca Central en el centro de Los Ángeles